# پورتو ریکو (متا)
پورتو ریکو (انگلیسی: Puerto Rico, Meta) نام شهری در کشور کلمبیا است.